# Ratpenat pilós de Tanzània
El ratpenat pilós de Tanzània (Kerivoula africana) és una espècie de ratpenat de la família dels vespertiliònids que només es troba a Tanzània.
És amenaçat per la pèrdua del seu hàbitat natural.